# Spooner Row
Spooner Row – wieś w Anglii, w hrabstwie Norfolk, w dystrykcie South Norfolk. Leży 18 km na południowy zachód od Norwich i 142 km na północny wschód od Londynu.